# Журнал мод (телесеріал)
«Журнал мод» (англ. Just Shoot Me!) — американський комедійний телесеріал виходив на телеканалі NBC з 4 березня 1997 по 16 серпня 2003, за цей час було знято 148 серій, розділених на 7 сезонів.
Шоу з перших серій стало конкурентоспроможним хітом, виграючи свій часовий слот. Після успішного першого сезону, серіал переїхав з вівторка на четвер і виходив у лінійці «Must See TV» разом із серіалом « Друзі».
Пік рейтингових успіхів припав на четвертий сезон з демо 6.1/16. У сьомому сезоні шоу переїхало на 8 вечора вівторка, один з найскладніших слотів каналу, і зазнало значне падіння рейтингів у наслідок чого було закрито.
Шоу було номіновано на шість нагород «Еммі», і сім нагород «Золотий глобус». В Україні серіал транслюється Новим каналом.

## У ролях
- Лаура Сан Джакомо — Майя Галло
- Венді Мелік — Ніна Ван Горн
- Джордж Сігал — Джек Галло
- Енріко Колантоні — Елліот ДіМауро
- Девід Спейд — Деніс Фінч
- Рена Софер — Вікі Коста (2002—2003)

В українській версії Нового каналу ролі озвучили: Олександр Погребняк, Катерина Буцька та Тетяна Антонова.
В українській версії телеканалу 1+1 ролі озвучили: Євген Пашин та Ольга Радчук.

### Запрошені зірки
У різні роки в серіалі з'являлися Ребекка Ромейн, Браян Деннегі, Брук Шилдс, Сібілл Шеперд, Стів Карелл, Том Кенні, Стівен Рут, Тіффані Тіссен, Джордж Лукас, Кевін Сорбо, Кармен Електра, Рей Ліотта, Snoop Dogg , Тайра Бенкс, Ештон Кутчер і багато інших.